# III. Amenhotep emlékszkarabeuszai

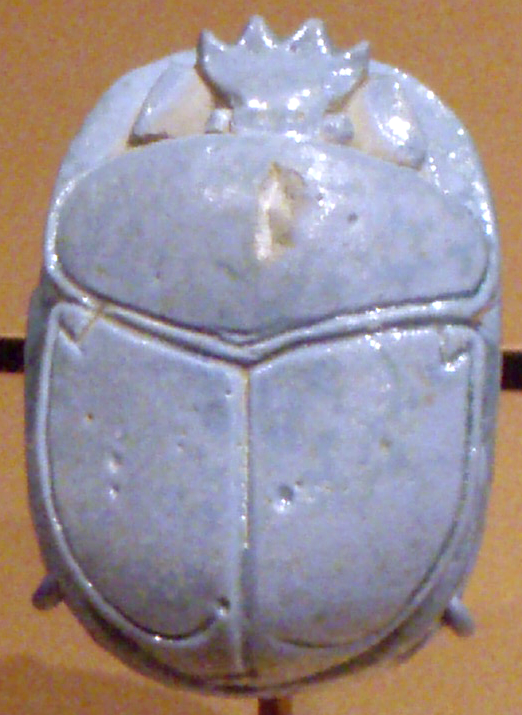
Az egyik „házasságszkarabeusz”

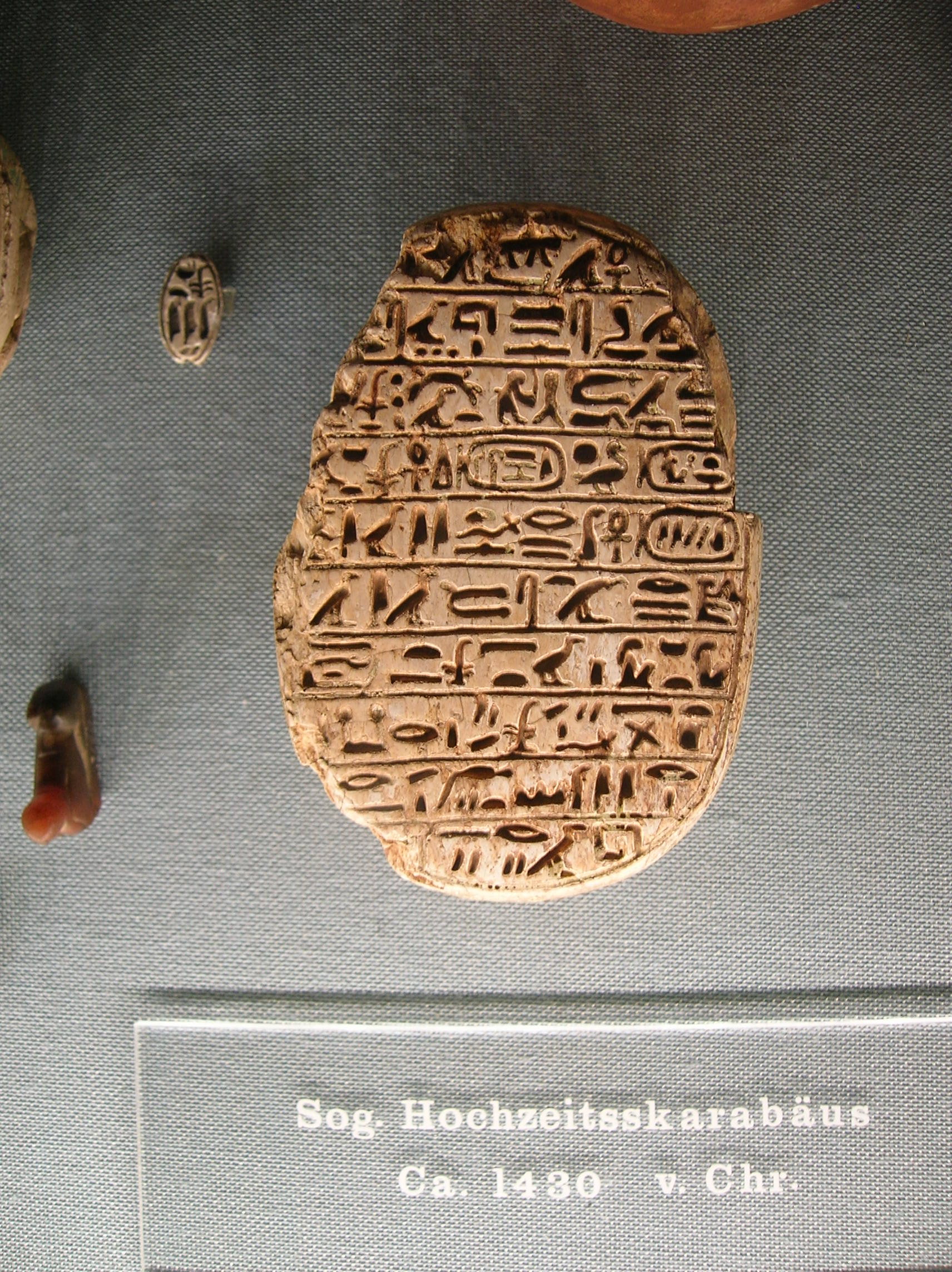
Az egyik „házasságszkarabeusz” felirata

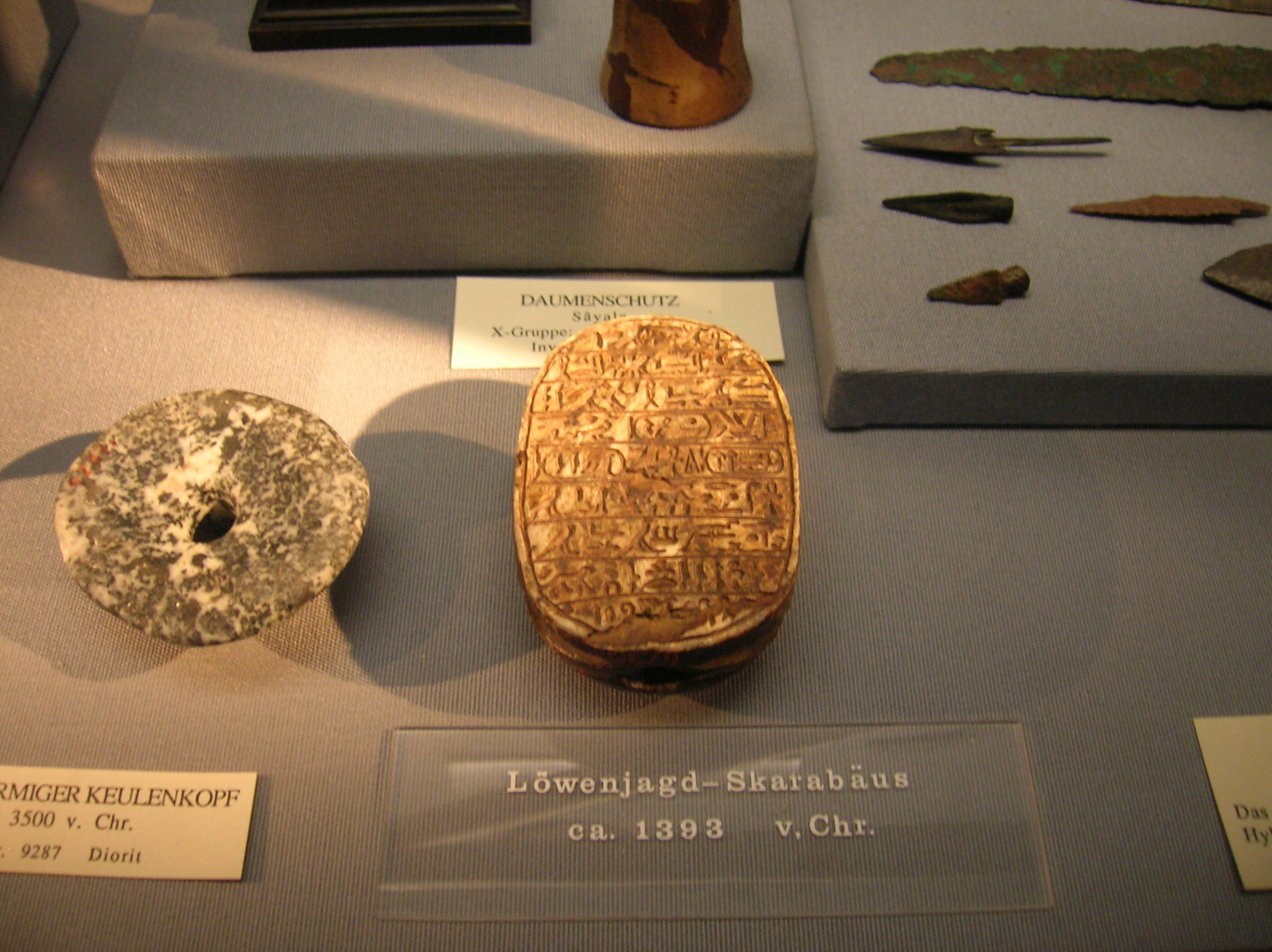
Az egyik „oroszlánvadászat-szkarabeusz” felirata

III. Amenhotep egyiptomi fáraó uralkodása alatt számos szkarabeusz készült, melyek felirata a fáraó valamely tettének állít emléket. Ilyen emlékszkarabeuszok több közel-keleti lelőhelyen is előkerültek, Szíriától egészen Szudánig, a világ múzeumaiban több mint kétszázat őriznek belőlük.
A szkarabeuszok nagy részének anyaga kékre vagy zöldre festett szteatit. Hosszuk 4,7 és 11 cm, szélességük 7 és 8,9 cm közt van. Legtöbbjükbe lyukat vájtak, hogy nyakba lehessen akasztani őket. Az aljukra vésett feliratok témája alapján öt csoportba oszthatóak:
1. az úgynevezett „oroszlánvadászat-szkarabeuszok” – ezekből 123 maradt fenn;
2. az úgynevezett „házasságszkarabeuszok” – ezekből 56-ot találtak;
3. az úgynevezett „tószkarabeuszok” – 11 példányban;
4. az úgynevezett „bikavadászat-szkarabeuszok” – 5 példányban;
5. az úgynevezett „Giluhepa-szkarabeuszok” – 5 példányban.

## Témájuk

### Oroszlánvadászat
Az oroszlánvadászattal foglalkozó szkarabeuszok a fáraó erejét és bátorságát hangsúlyozzák: feliratuk arról számol be, hogy Amenhotep uralkodásának első tíz évében hány oroszlánt terített le saját nyilaival (102-t, egyes feliratokon 110-et). Ezek szövege a legrövidebb (7 sor), átlagos méretük 7,7 cm. Ezen a csoporton belül van a legnagyobb eltérés a legkisebb, 4,7 cm-es és a legnagyobb, 9,5 cm-es szkarabeusz hossza közt.

### Házasság
A házasságszkarabeuszok tulajdonképpen nem magának a házasságkötésnek állítanak emléket, és dátum sem szerepel rajtuk, hanem a király főfelesége, Tije nevét és származását jegyzik fel: a fáraó neve és címe után következik a királynéé, majd az, hogy „az ő apja neve Juja, az anyja neve Tuja; felesége ő a hatalmas királynak, aki birodalmának déli határa Karoinál, északi határa Naharinnál van.” A királyné szüleinek említése és az, hogy országa határait a királynéval kapcsolatban említik, mutatja Tije jelentőségét. A szkarabeuszok szövege 9-10 sor, átlagos hosszuk 8,5 cm.

### Tó
A tóval foglalkozó szkarabeuszok felirata annak állít emléket, hogy a fáraó uralkodása 11. évében egy tavat ásatott Tije királyné számára. Ezeken szintén a fáraó címei, valamint a királyné címe és származása áll, ezt követi a szöveg a 3700×700 könyök méretű tóról, ami Tije városában, Dzsaruhában készült, és megnyitásán a királyi pár személyesen vett részt. Amenhotep és Tije az Aton-tjehen (Ragyogó Napkorong) nevű hajón hajóztak a tavon; ez a név, ami később a fáraó egyik jelzője lett, itt jelenik meg először. A tóval kapcsolatos szkarabeuszok szövegében mutatkozik a legnagyobb variáció, de ezek csak kisebb, a szöveg tartalmát nem befolyásoló eltérések. A szöveg hossza 11 sor, a szkarabeuszok átlagos hossza 8,4 cm.

### Bikavadászat
A bikavadászattal kapcsolatos szkarabeuszok szövege a leghosszabb. A hieroglifák arról számolnak be, hogy uralkodása 2. évében Amenhotep katonái és hivatalnokai kíséretében Setep vidékére (valószínűleg a Vádi el-Natrún környéke) utazott Haemmaat („Felragyog/Megjelenik az Igazságban”) nevű hajóján, majd harci kocsiján a vad bikákra támadt, akiket előzőleg mély árokkal kerítettek el, és lemészárolta őket. Első nap 56 bikát ejtett el, négy nappal később pedig 40-et. A vadászat nemcsak a fáraók egyik kedvenc időtöltése volt, hanem jelképezte azt is, hogy az uralkodó legyőzi a káosz erőit; ebből a szempontból egyenértékű volt a csatatéren aratott győzelemmel. Ennek a szövegnek az elején is felsorolják a fáraó címeit és megemlítik Tije királynét. Ezek közt a szkarabeuszok közt található az egyetlen olyan példány, amelyiknek hátára tulajdonképpen nem faragták rá a szkarabeuszbogarat, domború hátán csak a felfüggesztésre szolgáló lyukak láthatók; érdekes módon nem egy, hanem két helyen fúrták át. A bikavadászatos szkarabeuszok átlagos hossza 9,9 cm, ezzel ez a legnagyobb átlagméretű az egyes típusok közül.

### Giluhepa
A Giluhepa-szkarabeuszok II. Suttarna, Mitanni királya leányának, Giluhepa hercegnőnek és 317 tagból álló kíséretének az érkezését jegyzik fel; a hercegnő Amenhotep egyik felesége lett a 10. uralkodási évben. A szkarabeuszon szintén megemlítik Tijét a fáraó címei után. A szöveg hossza 10 sor, a szkarabeuszok átlagos hosszmérete 7,2 cm.
A szkarabeuszok valószínűleg egyidőben készültek, a 11. uralkodási évben vagy utána. A bogár Heper napisten szimbóluma volt, a fényes bevonatú tárgyak egyiptomi neve, a tjehenet pedig a „fényes, ragyogó” jelentésű tjehen szóból eredt, így a szkarabeuszok utaltak a fáraóra, a „ragyogó Napra”.

## Egy szkarabeusz felirata
Az oroszlánvadászatot leíró egyik szkarabeusz felirata:
| anx | m | E1 · D40 | m | xa | i | H6 |

Soká éljen Hórusz, az erős bika, ki felragyog az igazságban.
| G16 | s | mn · n · Y1 | h · p | w · Z2 | s | g · r | H |

A Két Úrnő, aki megszilárdítja a törvényt és megbékélteti
| a · N17 · N17 | G8 | aA · a · xpS | H | A24 | ? | T14 | Z3 | rsw · t |

a Két Földet; az Arany Hórusz, erős karú, az ázsiaiak eltiprója, Felső- és Alsó-Egyiptom királya,
|          |     |
| \| \| \| |     |
|          |     |
| ra · nb  | C10 |

| ra · nb | C10 |

|                |              |     |     |
| \| \| \| \| \| |              |     |     |
|                |              |     |     |
| i              | mn · n · Htp | S38 | R19 |

| i | mn · n · Htp | S38 | R19 |

|          |     |
| \| \| \| |     |
|          |     |
| ra · nb  | C10 |

| ra · nb | C10 |

|                |              |     |     |
| \| \| \| \| \| |              |     |     |
|                |              |     |     |
| i              | mn · n · Htp | S38 | R19 |

| i | mn · n · Htp | S38 | R19 |

Nebmaatré, Ré fia, Amenhotep, Théba fejedelme, éljen!
|                |    |   |   |
| \| \| \| \| \| |    |   |   |
|                |    |   |   |
| ti             | Z4 | i | i |

| ti | Z4 | i | i |

|                |    |   |   |
| \| \| \| \| \| |    |   |   |
|                |    |   |   |
| ti             | Z4 | i | i |

| ti | Z4 | i | i |

A király felesége, Tije, éljen! A száma az oroszlánoknak,
| W25 · n · n | Hm | Z1 · f | m | t · F29 · t · f | I10 · z · f | M8# | A#13 |

akiket megölt őfelsége a vadászatai során,
| m | M4 | t · N5 · Z1 | nfr | i | i | t · D21 | M4 | t · N5 · V20 | E22 |

az első évtől a tizedikig,
| H | s | Aa18 | A | F29 | Z7 | Z4 |

oroszlánokat, összesen 102-t.

## Külső hivatkozások
- Három szkarabeusz képe és felirata (angol)